# Sword Songs
Sword Songs – ósmy album studyjny szwedzkiego zespołu muzycznego Grand Magus. Wydawnictwo ukazało się 13 maja 2016 roku nakładem wytwórni muzycznej Nuclear Blast. Nagrania zostały zarejestrowane pomiędzy 2015, a 2016 rokiem w Top Floor Studios w Helsinkach i Studio Supa w Sztokholmie. Miksowanie odbyło się w Oral Majority Recordings w Göteborgu. Natomiast mastering został wykonany w Chartmakers w Helsinkach. Płyta został wyprodukowana przez Nico Elgstranda, muzyka znanego m.in. z występów w zespole Entombed.

## Lista utworów
Opracowano na podstawie materiału źródłowego.
| Nr | Tytuł utworu                                 | Długość |
| -- | -------------------------------------------- | ------- |
| 1. | „Freja's Choice”                             | 04:00   |
| 2. | „Varangian”                                  | 03:40   |
| 3. | „Forged in Iron - Crowned in Steel”          | 05:38   |
| 4. | „Born for Battle (Black Dog of Brocéliande)” | 03:41   |
| 5. | „Master of the Land”                         | 03:51   |
| 6. | „Last One to Fall”                           | 04:01   |
| 7. | „Frost and Fire”                             | 03:16   |
| 8. | „Hugr” (utwór instrumentalny)                | 02:07   |
| 9. | „Every Day There's a Battle to Fight”        | 04:31   |
|    |                                              | 34:45   |

## Twórcy
Opracowano na podstawie materiału źródłowego.
| Zespół Grand Magus w składzie - Mats "Fox Skinner" Heden – gitara basowa, wokal wspierający - Janne "JB" Christoffersson – gitara, wokal prowadzący - Ludwig Witt – perkusja |  | Dodatkowi muzycy - Per Wiberg – instrumenty klawiszowe |  | Inni - Nico Elgstrand – gitara akustyczna, produkcja muzyczna, realizacja nagrań - Roberto Laghi – realizacja nagrań, miksowanie - Svante Forsbäck – mastering - Anthony Roberts, Florian Karg – oprawa graficzna - Severin Schweiger – zdjęcia |

## Listy sprzedaży
| Lista                | Kraj       | Pozycja |
| -------------------- | ---------- | ------- |
| Ö3 Austria Top 40    | Austria    | 59      |
| Schweizer Hitparade  | Szwajcaria | 47      |
| Media Control Charts | Niemcy     | 30      |